# Krąg Płaskiego Węzła
"Krąg Płaskiego Węzła" – ogólnopolski ruch programowo-metodyczny. Działa w ramach Związku Harcerstwa Polskiego. Powstał 24 lutego 2007. Decyzją Naczelnika ZHP nr 26/2007 z dnia 17 lipca 2007 wpisany do rejestru ruchów programowo-metodycznych ZHP z numerem 11. 
Siedzibą ruchu jest siedziba Komendy Hufca ZHP Kraków-Krowodrza. 
Wcześniej, od wiosny 2004 roku, funkcjonował jako krąg instruktorski (powołany rozkazem komendanta Hufca ZHP Kraków-Krowodrza, nr 13/2003/2004 z dnia 08.05.2004 roku).

## Cele i zasady Ruchu
Cele:
- doskonalenie programu i metodyki ZHP
- wymiana doświadczeń i upowszechnianie inicjatyw programowych i metodycznych
- podnoszenie poziomu instruktorów i podstawowych jednostek organizacyjnych ZHP w sferze moralnej, ideowej, programowej i metodycznej.

Dla osiągnięcia powyższych celów ruch: 
- zrzesza jednostki organizacyjne i kadrę ZHP
- tworzy i upowszechnia harcerski dorobek programowo-metodyczny
- szkoli kadrę i funkcyjnych drużyn
- integruje jednostki harcerskie oraz kadrę harcerską, którym bliskie są tradycyjne Ideały Harcerskie

Zbiórka założycielska ruchu (Kraków, 24.02.2007) sprecyzowała cele i zasady w deklaracji ideowej "Do czego dążymy? ", znanej też jako "Manifest" Kręgu Płaskiego Węzła.
W "Manifeście", m.in., zawarte zostały postulaty:
- przywrócenia funkcji drużynowej/drużynowego rangi podstawowej funkcji w ZHP
- czynnego prawa wyborczego dostępnego jedynie dla osób kierujących podstawowymi jednostkami organizacyjnymi
- przywrócenia, jako kardynalnej zasady, społecznego charakteru władz ZHP.

W ramach realizacji innego ze swoich postulatów ("Zapewnienie drużynom podstawowych podręczników metodycznych według opracowanego przez Krąg kanonu"), KPW stworzył tzw. "Bibliotekę Kręgu Płaskiego Węzła".
Z KPW związane jest czasopismo internetowe Harcerz Rzeczypospolitej.

## Manifest KPW
Zbiórka założycielska ogólnopolskiego ruchu programowo-metodycznego “Krąg płaskiego węzła”, Kraków, 24.02.2007 r.
Do czego dążymy ?
"Jeśli wymagam stosowania Prawa od dziewięcioletniego smyka, to o ileż bardziej muszę tego wymagać od siebie" – Andrzej Małkowski
Pragnąc, by harcerstwo było lepsze i aby lepiej spełniało oczekiwania społeczeństwa, chcemy zmian w dwóch kierunkach:
1) ZHP musi być organizacją wychowującą dzieci i młodzież, a nie organizacją spędzania wolnego czasu.
2) ZHP musi być organizacją demokratyczną i sprawnie zarządzaną w praktyce swojego działania.
Efektem tych zmian winno być:
I. Przywrócenie wychowawczego charakteru ZHP
1) Eliminacja praktyk ukrywania niewygodnych zdarzeń w miejsce załatwienia ich po harcersku.
2) Postawienie na pierwszym miejscu w pracy harcerskiej wartości moralnych wynikających z Prawa i Przyrzeczenia Harcerskiego.
3) Uczynienie z naszego Prawa kanonu obowiązującego w harcerskich władzach i jednostkach.
II. Demokracja i samorządność w ZHP
1) Realnie demokratyczne wybory do wszystkich władz ZHP, oparte na czynnym prawie wyborczym dostępnym jedynie dla osób kierujących podstawowymi jednostkami organizacyjnymi.
2) Możliwość powoływania Rad Hufców.
3) Usprawnienie struktury organizacyjnej Związku m.in. w oparciu o wytyczne WOSM.
4) Skrócenie kadencji władz hufców do lat dwóch.
III. Kadra
1) Osiągnięcie stanu, w którym każdy instruktor jest przykładem postępowania zgodnego z Prawem i Przyrzeczeniem Harcerskim.
2) Przywrócenie, jako kardynalnej zasady, społecznego charakteru władz ZHP.
3) Wprowadzenie zasady, zgodnie z którą pełnienie funkcji instruktorskiej nie może być łączone ze świadczeniem pracy/usług na rzecz ZHP za wynagrodzeniem.
4) Wyłanianie kadry powinno następować spośród harcerzy po Przyrzeczeniu, poprzez ich praktyczną działalność w drużynach i szczepach.
5) Stworzenie nowego systemu stopni instruktorskich, pasującego do zasady uczeń-czeladnik-mistrz.
IV. Metodyka
1) Przeanalizowanie całej oficjalnej metodyki pracy z uwzględnieniem tradycji ZHP i potrzeb rozwojowych dzieci i młodzieży. Zwrócenie w tym względzie szczególnej uwagi na regulaminy stopni i sprawności, zwłaszcza pod kątem ich logiki, łatwości zrozumienia opisów, naturalności i praktyczności.
2) Położenie właściwego nacisku na możliwość organizowania obozów drużyn, które uznajemy za nieodzowny element pracy.
3) Przywrócenie rangi dla funkcji drużynowej/drużynowego jako podstawowej funkcji w Związku.
4) Przywrócenie rangi zastępom, zastępom zastępowych, samym zastępowym. Położenie bardzo silnego nacisku na powrót do podstaw działania metody harcerskiej.
V. Informacja
1) Doprowadzenie do powstania ustawy o ruchu harcerskim.
2) Odpowiednia promocja ZHP w środkach masowego przekazu.
3) Zapewnienie drużynom podstawowych podręczników metodycznych według opracowanego przez Krąg kanonu.
VI. Zarządzanie i finanse
1) Uproszczenie przepisów organizacyjnych, finansowych i gospodarczych w zgodzie z przepisami państwowymi.
2) Oddzielenie działalności wychowawczej od finansowo-gospodarczej.

## Władze Ruchu
Władzami Ruchu są:
- Zbiórka Ruchu,
- Rada Ruchu,
- Przewodniczący Ruchu.

## Zbiórki
- Zbiórka założycielska - Kraków, 24 lutego 2007
- I Zbiórka - Warszawa, 13 października 2007
- II Zbiórka - Kraków, 6 grudnia 2008
- III Zbiórka - Tychy, 15 listopada 2009
- IV Zbiórka - Kraków, 29 stycznia 2011
- V Zbiórka - Tychy, 21 maja 2011
- VI Zbiórka - Tychy, 28 lipca 2012
- VII Zbiórka - Tychy, 17 listopada 2012
- VIII Zbiórka - Kraków, 23 listopada 2013
- IX Zbiórka - Warszawa, 23 listopada 2014
- X Zbiórka - Tychy, 14 listopada 2015
- XI Zbiórka - Tychy, 19 listopada 2016
- XII Zbiórka - Tychy, 25 listopada 2017
- XIII Zbiórka - Tychy, 13 października 2018
- XIV Zbiórka - Kraków, 03 marca 2019
- XV Zbiórka - Bukowina Tatrzańska, 29 października 2019
- XVI Zbiórka KPW – w internecie, 28 listopada 2020
- XVII Zbiórka KPW - w internecie, 20 listopada 2021
- XVIII Zbiórka KPW - Bieruń, 9 stycznia 2022

## Przewodniczący
- hm. Czesław Przybytek HR (od 24 lutego 2007)